# Черевково (станция)
Черевково — железнодорожная станция Ростовского региона Северо-Кавказской железной дороги. Расположена в посёлке Черевково Красносулинского района Ростовской области. 
Относится к железнодорожной ветке Зверево — Горная.

## Движение
На станции осуществляется движение пригородных поездов от Ростова-На-Дону.
На пассажирские поезда осуществляется продажа билетов.